# CHST10
Ugljeno hidratna sulfotransferaza 10 (eng. Carbohydrate sulfotransferase 10) je enzim koji je kod ljudi kodiran istoimenim genom CHST10, nalazi se na kratkom kraku hromozoma 2. Dužina polipeptidnog lanca je 356 aminokiselina, a molekulska težina 42 407..
Ugljeni hidrati na površini ćelije modulišu različite ćelijske funkcije i obično se sintetišu korak po korak. Enzim HNK1ST učestvuje u biosintezi HNK1 (videti MIM 151290), neurona specifičnog ugljenohidrata koji sadrži sulfatirani glukuronski ostatak.[izvor: OMIM]

## Literatura
- Kimura K; Wakamatsu A; Suzuki Y;  . (2006). „Diversification of transcriptional modulation: large-scale identification and characterization of putative alternative promoters of human genes”. Genome Res. 16 (1): 55—65. PMC 1356129 . PMID 16344560. doi:10.1101/gr.4039406.
- Gerhard DS; Wagner L; Feingold EA;  . (2004). „The status, quality, and expansion of the NIH full-length cDNA project: the Mammalian Gene Collection (MGC)”. Genome Res. 14 (10B): 2121—7. PMC 528928 . PMID 15489334. doi:10.1101/gr.2596504.
- Strausberg RL; Feingold EA; Grouse LH;  . (2003). „Generation and initial analysis of more than 15,000 full-length human and mouse cDNA sequences”. Proc. Natl. Acad. Sci. U.S.A. 99 (26): 16899—903. Bibcode:2002PNAS...9916899M. PMC 139241 . PMID 12477932. doi:10.1073/pnas.242603899 .
- Ong E; Yeh JC; Ding Y;  . (1999). „Structure and function of HNK-1 sulfotransferase. Identification of donor and acceptor binding sites by site-directed mutagenesis”. J. Biol. Chem. 274 (36): 25608—12. PMID 10464296. doi:10.1074/jbc.274.36.25608 .
- Ong E; Yeh JC; Ding Y;  . (1998). „Expression cloning of a human sulfotransferase that directs the synthesis of the HNK-1 glycan on the neural cell adhesion molecule and glycolipids”. J. Biol. Chem. 273 (9): 5190—5. PMID 9478973. doi:10.1074/jbc.273.9.5190 .
- Yu W; Andersson B; Worley KC;  . (1997). „Large-scale concatenation cDNA sequencing”. Genome Res. 7 (4): 353—8. PMC 139146 . PMID 9110174. doi:10.1101/gr.7.4.353.
- Andersson B; Wentland MA; Ricafrente JY;  . (1996). „A "double adaptor" method for improved shotgun library construction”. Anal. Biochem. 236 (1): 107—13. PMID 8619474. doi:10.1006/abio.1996.0138.
- Shilatifard A; Merkle RK; Helland DE;  . (1993). „Complex-type N-linked oligosaccharides of gp120 from human immunodeficiency virus type 1 contain sulfated N-acetylglucosamine”. J. Virol. 67 (2): 943—52. PMC 237448 . PMID 8419650. doi:10.1128/JVI.67.2.943-952.1993.
- Bernstein HB, Compans RW (1992). „Sulfation of the human immunodeficiency virus envelope glycoprotein”. J. Virol. 66 (12): 6953—9. PMC 240329 . PMID 1433500. doi:10.1128/JVI.66.12.6953-6959.1992.